# Paisac (Dordonya)
Paisac (en francès Payzac) és un municipi francès situat al departament de la Dordonya i a la regió de la Nova Aquitània.

## Demografia
| 1962                                       | 1968  | 1975  | 1982  | 1990  | 1999  | 2007  |
| ------------------------------------------ | ----- | ----- | ----- | ----- | ----- | ----- |
| 1.506                                      | 1.407 | 1.308 | 1.205 | 1.106 | 1.041 | 1.061 |
| Des de 1962: població sense dobles comptes |       |       |       |       |       |       |

## Administració
| Període   | Identitat               | Partit |
| --------- | ----------------------- | ------ |
| 1983-1991 | Jean le Clere           |        |
| 1991-2001 | Jean-Michel Lamassiaude | PS     |
| 2001-2008 | François le Clere       | UMP    |
| 2008-     | Jean-Michel Lamassiaude | PS     |